# LibreCAD
LibreCAD (раніше CADuntu) — вільна крос-платформова 2D САПР для проєкційного креслення та проєктування, створена на основі QCAD. Початковий код написаний мовою програмування С++ з використанням бібліотек Qt та розповсюджується під ліцензією GPLv2.
LibreCAD надає інструменти для виконання ескізів, схем, планів, інженерних та будівельних креслень, оформлення проєктної документації, а також для верстки й підготовки до друку створених документів.

## Історія
Проєкт LibreCAD був створений як форк незалежною спільнотою користувачів САПР QCAD CE (Community Edition), вільної версії власницької САПР QCAD, яка своєю чергою є альтернативою власницької САПР AutoCAD, у відповідь на зміну політики щодо розвитку відкритої кодової бази QCAD CE компанією RibbonSoft, яка приділяла основну увагу комерційному варіанту QCAD Pro.
Розробка форку почалася в 2010 році, зі створення CAM для ЧПК маршрутизатора на основі QCAD CE 2.0.5. Але через те, що QCAD CE використовував бібліотеки Qt3 — застарілу версію Qt, виникла нагальна потреба перенести кодову базу на Qt4, що й зробили в першу чергу. Згодом плани розширились і форк кілька отримав більше можливостей, наприклад кращу підтримку китайської, японської та корейської мов.

### CADuntu
CADuntu — це первинна назва форку QCAD CE, але ця назва багатьом не подобалась (зокрема через те, що була схожа на назву Ubuntu, до якого ця САПР не має жодного відношення, і звучала так, наче це спеціальний дистрибутив Linux на основі Ubuntu для інженерів). Тому в грудні 2010 CADuntu перейменували в LibreCAD.

### LibreCAD 1

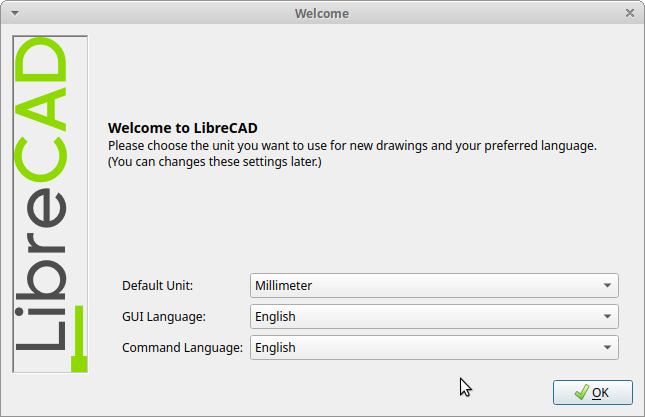
Вікно налаштувань мов та одиниць виміру при першому запуску LibreCAD

LibreCAD 1 — це перша значна гілка розробки, метою якої було переведення доступної під ліцензією GPL кодової бази QCAD CE з застарілої на Qt4, а також створення засобів для експорту даних в систему EMC2. У результаті провели загальну реструктуризацію кодової бази й розв'язали багато проблем, що залишалися тривалий час без виправлення в QCAD CE.
15 грудня 2011 року випущено перший стабільний реліз — LibreCAD 1.0.0. Основні відмінності від CADuntu:
- В результаті переробки деяких складових швидкість виконання математичних операцій вдалося збільшити від двох до чотирьох разів. Перехід від використання 3D-векторів до 2D-векторів дозволив на третину скоротити розмір оброблюваних даних, що позитивно позначилося на продуктивності.
- Реалізована експериментальна підтримка формату AutoCAD DWG.
- Проведена оптимізація інтерфейсу, додана підтримка автоматичного збереження роботи.
- Підготовлено інтерфейс для розробки та підключення плагінів, через які можна розширювати функціональність LibreCAD.
- Створено нову бібліотеку для роботи з форматом DXF.
- Додані переклади елементів інтерфейсу для 24 додаткових мов, забезпечена можливість використання кодування UTF-8 для назв шарів та імен блоків.

Код відкритий під ліцензією GPLv2, бінарні збірки підготовлені в 32- і 64-розрядних варіантах для Linux (Ubuntu, Debian, Fedora, Gentoo, Mandriva, openSUSE), Windows і Mac OS X.

### LibreCAD 2

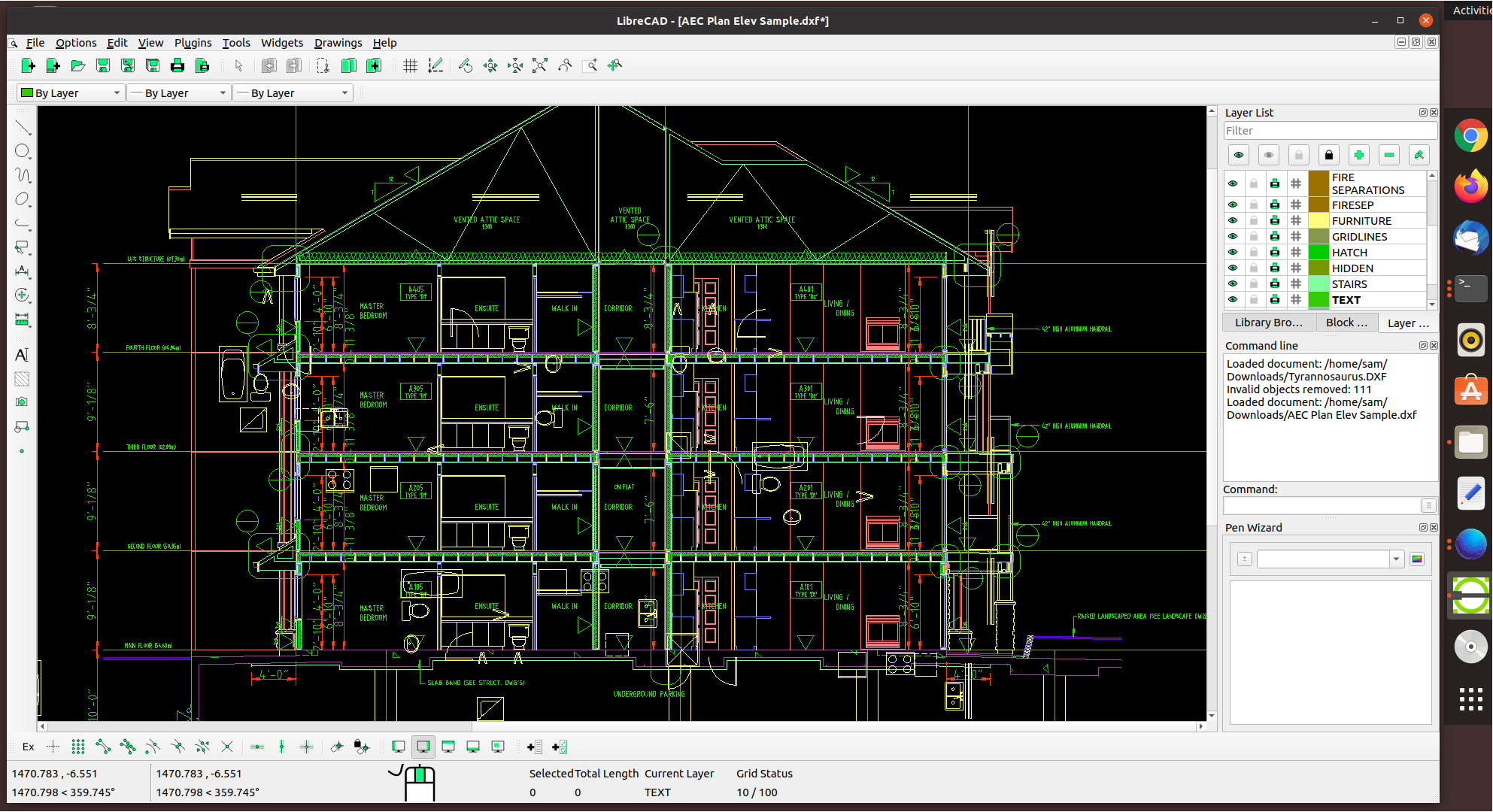
Будівельне креслення у LibreCAD 2

LIbreCAD 2 — це продовження розробки LibreCAD 1, сфокусоване на кращій підтримці кривих Безьє, додаванні нових інструментів, а також підтримці збірки з використанням Qt4, Qt5 та Qt6.
Станом на 2024, розробку LibreCAD 2 розділено на три гілки:
- 2.2.0.x — поточний стабільний реліз (випускаються оновлення лише з виправленнями критичних проблем)[30][31][32]
- 2.2.1_rc — кандидат в наступний стабільний реліз (стабілізація наявних функцій, незначні доповнення новими функціями)[33]
- 2.2.2_alpha — альфа-версія майбутнього релізу (з підтримкою Qt6 та великою кількістю нових функцій, що постійно додаються)[34]

### LibreCAD 3

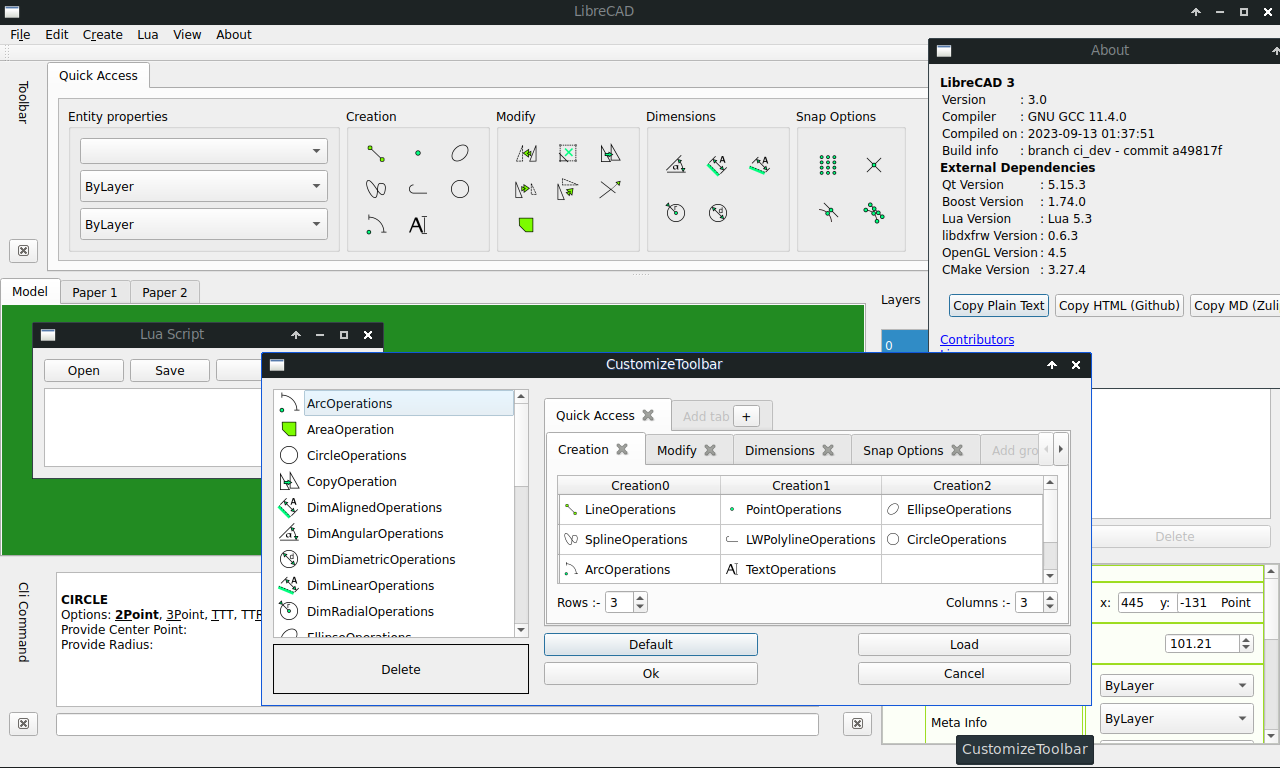
Знімок екрану LibreCAD 3

Через те що LibreCAD 1 та LibreCAD 2 є форком коду QCAD CE, що ліцензувався на умовах GNU GPLv2 (only), яка накладає обмеження на можливість використання сторонніх програмних бібліотек, вирішили створити окремий проєкт — LibreCAD 3, що є повністю написаною з нуля програмою, код якої ліцензовано на умовах GNU GPLv3+. Однією з основних цілей є можливість використання бібліотеки LibreDWG.
У LibreCAD 3 реалізовано стрічковий інтерфейс, додано підтримку скриптів Lua для автоматизації та створення доповнень, реалізовано новий рушій відображення на основі OpenGL.
Більшу частину коду LibreCAD 3 написано у 2014—2023 із залученням сторонніх розробників у межах програми Google Summer of Code за підтримки команди BRL-CAD.
Останні зміни в коді та тестові не повнофункціональні збірки датуються вереснем 2023.
Станом на 2024, розробка LibreCAD 3 заморожена через брак розробників, а основна увага наявних розробників сфокусована на продовженні розробки та вдосконаленні LibreCAD 2.

## Підтримувані формати файлів
LibreCAD 2 підтримує роботу з наступними форматами:
- Відкриття і редагування креслень: DWG, DXF, JWW
- Збереження креслень: DXF (2000/2004/2007/R12/R14)
- Імпорт растрових зображень: BMP, CUR, GIF, ICNS, ICO, JPEG/JPG, PBM, PGM, PNG, PPM, TGA, TIF, TIFF, WBMP, WEBP, XBM, XPM
- Імпорт векторних зображень: SVG/SVGZ (без можливості редагування)
- Імпорт і експорт координат точок: CSV
- Експорт креслень: PDF, растрові зображення (див. формати зазначені вище)
- Експорт контурів креслень для верстатів з ЧПК: CAM (Plain SVG), PDF
- Шрифти: LFF та CXF (напряму), JHF[en], TTF та SHX (за допомогою конвертерів)

### Креслення
Для роботи з файлами DXF та DWG у LibreCAD було створено власну бібліотеку libdxfrw, яка замінила вільну, але обмежену бібліотеку dxflib, що використовується у QCAD CE і є не сумісною з ліцензією LibreCAD.
Для завантаження також доступна бібліотека блоків у форматі DXF, у якій представлені макети близько п'яти тисяч архітектурних та електротехнічних типових деталей.
Для конвертації новіших версій форматів DXF та DWG у версії старіших версій цих форматів, які підтримуются LibreCAD (і навпаки), можна використати безплатну програму ODA File Converter, створену консорціумом Open Design Alliance.

### Шрифти
У процесі розробки довелося почати з нуля написання документації та створити власний формат шрифтів LFF (LibreCAD Font File), оскільки документація до QCAD і використовувані шрифти форматі CXF є інтелектуальною власністю компанії RibbonSoft, яка контролює розробку QCAD.
LibreCAD Font File — це текстовий файл з розширенням .lff. У середині цього файлу кожен символ шрифту вміщено в окремий блок з назвою символу відповідно до кодування Unicode UTF-8. Символи можуть складатися з таких елементів як дуга кола, прямі відрізки та сплайни. Для оптимізації розміру шрифту та економії часу на створення кожного символу є можливість повторного використання блоків інших символів у шрифті шляхом комбінування їх у блоці нового символу (наприклад, символ літери Ю можна скласти з символів літер І,  О та знака -). Завдяки простій розмітці LFF, шрифти у цьому форматі використовують і в інших програмах, наприклад SolveSpace.
Приклад коду шрифту у LFF форматі для символів українських літер Її на основі на основі стандарту ISO 3098:
| # Format: LibreCAD Font 1 # Creator: LibreCAD # Name: ISO 3098-2 # Version: master # Encoding: UTF-8 # LetterSpacing: 3 # WordSpacing: 6.75 # LineSpacingFactor: 1 [0407] Ї 1.5,0;1.5,9 0,11.5;0,12 3,11.5;3,12 [0457] ї 1.5,0;1.5,6 0,8.5;0,9 3,8.5;3,9 |

Файли шрифтів у форматах LFF та CXF можна відкривати та редагувати безпосередньо у LibreCAD. Для конвертації інших форматів шрифтів у формат LFF створено кілька конвертерів, зокрема для конвертації шрифтів у форматі SHX (AutoCAD Shapefile Index), який є де-факто стандартним форматом шрифтів у сферах САПР та ГІС. Для конвертації шрифтів TTF (TrueType Font) у формат LFF створено утиліту ttf2lff. Деякі шрифти у форматі JHF з колекції Hershey fonts було конвертовано у формат LFF та долучено до стандартних шрифтів LibreCAD.

## Додаткові функції
LibreCAD підтримує плагіни на мові C++. Разом з LibreCAD надаються кілька плагінів, код яких можна використовувати як шаблони для власних плагінів.
У LibreCAD реалізовано власний рушій макрокоманд як спрощену альтернативу AutoCAD AutoLISP. Робота з макросами відбувається через вбудовану бічну панель командного рядка. Є можливість виконання макросів записаних у текстовому файлі для автоматизації повторюваних дій.
LibreCAD має інтерфейс командного рядка, який дозволяє використовувати програму як конвертер файлів DXF у PDF, PNG і SVG, та дозволяє автоматизовувати таку конвертацію для великої кількості файлів.

## Історія версій
Джерела данних: списки змін в офіційному блозі, на SourceForge та GitHub.
| Версія                                                                                                 | Дата виходу | Інформація |
| --- | ----------- | --- |
| 1.0.0                                                                                                  | 2011-12-15  | Перший реліз, зміна назви з CADuntu на LibreCAD, підтримка CJK (вводу тексту китайською, японською та корейською) |
| 1.0.1                                                                                                  | 2012-02-08  | виправлення помилок |
| 1.0.2                                                                                                  | 2012-02-15  | виправлення помилок |
| 1.0.3                                                                                                  | 2013-05-08  | виправлення помилок |
| 1.0.4                                                                                                  | 2013-11-02  | |
| 2.0.0                                                                                                  | 2013-12-29  | краща підтримка кривих Безьє, підтримка архітектурного стилю розмірних ліній із засічками, підтримка створення конічних секцій з допомогою гіперболічних і параболічних кривих, підтримка еліпсів та кіл спряжених/дотичних до інших кіл та еліпсів, libdxfrw для роботи з DXF, SVG експорт |
| 2.0.1                                                                                                  | 2014-01-09  | перероблено систему прив'язок, допоміжні/чорнові шари, ізометрична сітка прив'язки, нові інструменти креслення базових геометричних фігур; цей реліз замінив 1.0.4 |
| 2.0.2                                                                                                  | 2014-01-09  | |
| 2.0.3                                                                                                  | 2014-04-09  | |
| 2.0.4                                                                                                  | 2014-06-03  | креслення параметричних кривих з допомогою вводу математичних формул, креслення кола за двома точками і радіусом, імпорт файлів PIC, нові гарячі клавіші функцій |
| 2.0.5                                                                                                  | 2014-08-17  | додано інтерполяцію сплайнів, експорт у PDF, плавне наближення у робочій області, підтримка аліасів у командному рядку |
| 2.0.6                                                                                                  | 2014-10-20  | |
| 2.0.7                                                                                                  | 2015-01-27  | виправлення помилок |
| 2.0.8                                                                                                  | 2015-08-24  | підтримка відкриття файлів DWG, експорт SVG, підтримка арабських мов у інтерфейсі, додаткові налаштування програми |
| 2.0.9                                                                                                  | 2016-01-10  | виправлення множинних проблем з обробкою файлів та компілюванням |
| 2.0.10                                                                                                 | 2016-04-18  | виправлення множинних проблем з обробкою файлів та інтерфейсом програми |
| 2.0.11                                                                                                 | 2016-05-23  | додано налаштування пристрою вводу, підтримка нерівномірних вузлів кривих |
| 2.1.0                                                                                                  | 2016-06-05  | підтримка Qt Style Sheets, режим вкладок для відкритих файлів |
| 2.1.1                                                                                                  | 2016-06-25  | виправлення множинних проблем з обробкою в інтерфейсі програми та компілюванням з Qt4 |
| 2.1.2                                                                                                  | 2016-09-18  | виправлення множинних проблем з обробкою файлів та компілюванням |
| 2.1.3                                                                                                  | 2016-09-23  | виправлення проблем з комбінаціями клавіш |
| 2.2.0                                                                                                  | 2022-12-17  | переписано систему історії дій та відміни дій, мультикомандні макроси, інтерфейс командного рядка, оновлено режим попереднього перегляду та додано можливість друку великих креслень з розділенням на кілька аркушів, мультивибір і зміна властивостей кількох шарів та блоків одночасно    |
| 2.2.0.1                                                                                                | 2023-07-08  | виправлення проблем CVE-2023-30259 |
| 2.2.0.2                                                                                                | 2023-07-29  | виправлення проблем із файлами LFF шрифтів |
| 2.2.1                                                                                                  |             | |
| 2.2.2                                                                                                  |             | Qt6 |
| 3.0 |             | новий графічний рушій на основі OpenGL, Lua-скрипти, стрічковий інтерфейс |
| Легенда:Стара версіяСтара версія, все ще підтримуєтьсяОстання версіяОстання бета-версіяМайбутній реліз |             | |

## Застосування
LibreCAD використовують у багатьох країнах світу як для навчання у закладах освіти, так і для проєктування та виробництва різноманітних виробів та конструкцій, архітектурного планування територій та ландшафтного дизайну парків тощо.
У деяких країнах LibreCAD, завдяки своїй безкоштовності, використовується для скорочення витрат бюджетних коштів на ліцензування програмного забезпечення, шляхом заміщення комерційних САПР у офіційних органах влади, державних установах та організаціях, навчальних закладах, наприклад в Україні (див. нижче про застосування в Україні).
Іноді LibreCAD використовують для обходу міжнародних санкцій на постачання програмного забезпечення та задля імпортозаміщення (наприклад, в Росії для обходу накладених на неї санкцій через вторгнення до України).

### ЄС
У 2011, у межах освітнього проєкту e-LIFE з комп'ютерної та ІКТ-грамотності для людей з обмеженими можливостями, організованого під егідою Європейської комісії, створили навчально-методичний посібник з розділом про використання LibreCAD та інших вільних САПР, який перекладено кількома мовами, зокрема грецькою, іспанською, словацькою, турецькою та румунською мовами.

### США
У 2021 році, LibreCAD використовувався для проведення конкурсу студентських дослідницьких робіт CELERE (Capillary Effects on Liquids Exploratory Research Experiments) організованого NASA, метою якого був відбір проєктів експериментів з дослідження капілярних ефектів для проведення в умовах невагомості на МКС. Для учасників конкурсу співробітники Дослідницького центру Гленна створили навчально-методичний посібник з використання LibreCAD.

### Україна
З 1990-х у більшості українських навчальних закладів та на промислових підприємствах було встановлено ліцензійні версії російської САПР КОМПАС, яка адаптована до стандартів ГОСТ, але після початку російсько-української війни у 2014 та після введених українських санкцій щодо розробників КОМПАС у 2017 українські користувачі почали заміщати КОМПАС іншими САПР, зокрема використовуючи LibreCAD.
У період з 2016 по 2019, в Україні відмовились від майже всіх стандартів ГОСТ, які є основою Єдиної системи конструкторської документації (ЄСКД), і їх поступово заміщують національними стандартами ДСТУ й міжнародними стандартами ДСТУ ISO, до яких адаптовано LibreCAD.
У навчальних закладах України LibreCAD використовують на заняттях з таких навчальних дисциплін як Геометрія, Нарисна геометрія, Креслення, Технічне креслення, Графічний дизайн, Інженерна графіка, Інформатика, Деталі машин, Теоретична механіка, Трудове навчання, Матеріалознавство, Деревообробка, Металообробка, Автоматизація виробництва, тощо.
LibreCAD включено до переліку програмного забезпечення для встановлення на комп'ютерах у органах та структурних підрозділах Державної служби України з надзвичайних ситуацій, відповідно до Наказу ДСНС України №425 від 19 липня 2019, як єдину програму для роботи з кресленнями.
Українські науковці, дослідники, конструкторські бюро, фрилансери, приватні підприємці та невеликі підприємства використовують LibreCAD для здійснення власної науково-дослідної, проєктно-конструкторської та комерційної діяльності.
LibreCAD включено до безкоштовної освітньої редакції українського дистрибутиву Linux "UALinux: Ubuntu Education Pack".

## Дивись також
- Порівняння систем автоматизованого проєктування